# Ursula Haubner
Ursula Haubner (ur. 22 grudnia 1945 w Goisern) – austriacka polityk, nauczycielka i samorządowiec, parlamentarzystka, w latach 2005–2007 minister polityki społecznej, od 2004 do 2005 przewodnicząca Wolnościowej Partii Austrii (FPÖ). Siostra Jörga Haidera.

## Życiorys
W latach 1963–1965 kształciła się w Berufspädagogische Akademie w Innsbrucku, po czym pracowała jako nauczycielka. Zaangażowała się w działalność polityczną w ramach Wolnościowej Partii Austrii, od 1986 do 2000 kierowanej przez jej brata. W 1989 została przewodniczącą FPÖ w Bad Hall, a w 1998 w powiecie Steyr-Land. Od 1994 pełniła funkcję wiceprzewodniczącej partii w Górnej Austrii. W 2000 weszła w skład zarządu federalnego, a od 2003 do 2004 była sekretarzem generalnego swojego ugrupowania.
Od 1991 do 2003 działała w samorządzie miejskim w Bad Hall. W 1996 objęła mandat posłanki do landtagu tego kraju związkowego. W latach 1997–2003 zasiadała w regionalnym rządzie, odpowiadając w nim za środowisko, sprawy kobiet i ochronę konsumentów. W lutym 2003 została sekretarzem stanu w resorcie polityki społecznej w rządzie federalnym kierowanym przez ludowca Wolfganga Schüssela. Od stycznia 2005 do stycznia 2007 sprawowała w tym gabinecie urząd ministra polityki społecznej i spraw konsumentów.
W 2004 Ursula Haubner objęła funkcję przewodniczącej Wolnościowej Partii Austrii. Pełniła ją do kwietnia 2005, gdy wraz z bratem i grupą działaczy FPÖ odeszła do nowo powołanego Sojuszu na rzecz Przyszłości Austrii. Została wówczas przewodniczącą sojuszu w Górnej Austrii. W wyborach w 2006 i 2008 uzyskiwała mandat posłanki do Rady Narodowej, w której zasiadała do 2013.